# 帰真園
帰真園（きしんえん）は、東京都世田谷区立二子玉川公園内にある日本庭園。

## 概要
西の山側 には石組や山野草の斜面、東の谷側には苔庭とカエデ林が配置され、季節によって印象の変化するスロープがある。
多摩川の最下流部と旧清水邸書院の玄関棟がに位置する狭い空間がある。シラカシの高生垣で公園との遮断を図った上で、足元の景色が印象的となるような小振りの景石と、四季な名石を加工した階段、宿根草により構成している。清水邸書院から西を見る際には、水中のカキツバタと石頂み上から枝が垂れるヤマブキが重層し、その西の園路沿いに植載したウメやハナウメが楽しめる。
西側には高層マンションを遮断するためにマツが連続して植載されている。マツの下種は適度に駐抜きして、水面方向への望を確保している。
園内の六郷道沿いにも石灯離と石船を配置している。
二子帰帆河岸は多摩川東岸の視点場である。東西に広くしてあるのは、車椅子利用者がゆっくりと佇んで富士山方向の映望を楽しめることを意図している。南北に連続して長く設置したことは、そのどこからでも西方に眺望景観が用意してあることを前提にして、南北に移動しながら西にを向ければ、少しずつ変化する景観を楽しむことが出来るように配慮している。また、江戸には、かつて蓬莱園という切石による直線護岸を特徴とする名園が存在しており、この江戸の美意識がをこの庭園を貫くデザインコンセプトになっている。
- 開園年月日:平成25年(2013年) 4月14日
- 開園面積:約 5, 800 m (約 1760 坪)
- 所在地: 世田谷区玉川一丁目16番1号 二子玉川公園内
- 開園時間
  - (3月から10月)午前9時~午後5時
  - 午前9時~午後4時30分(11月から2月)
- 休園: 毎週火曜日、及び年末年始休園
- 入園料: 無料

崖線水、湧き水の南には、斜めに流れ落ちる背落ち部を設けて、視覚障害者も楽しむことのできるよう、音を伴う水景としている。自然景観に置い、玉石を水流方向に合わせ統一して敷き込む。
歴史の継承として、旧清水書院から北を融望する際にを手に防立する高層マンションを遮するために、地に島を築き松を植栽している。
八筋の滝はマツの枝越しに見え隠れするよう、適度に積抜きやみどり摘みもみあげを実施して維持している。
また、用途に応じ四っ目垣、偕楽園垣、不二垣、矢来項垣、穂垣、ななこ垣が設置している。これらのうち偕楽園垣は、関東の名園に本歌があり、これは基本コンセプトである江戸東京関東を踏まえている。不二垣は二尊院の応用であるが、2スパン分を切り取ることで漢字の「不二」が現れる。

### 旧清水邸書院
- 開館日時:毎週日曜日午前9時~午後4時30分 (3月から10月)　午前9時~午後4時 (11月から2月)

問い合わせ先:二子玉川公園ビジターセンター 803-3700-2735
玉川公園管理事務所
803-3704-4972
高生垣は開東地方の屋敷林として一般的なものであり、公園との境界をしっかりとかたち作るように記置しているが、旧清水邸書院と公園との距離が狭いため、自然業材に人工的な操作を施した、高さのある装置が必要であると考えている。
小崖線が南へと連続していく量観要素であり、国分寺産線の庭的表現でもあり、多摩堤の庭的表現でもある。東西巾の狭さを補うように、南北には長く連続させて、おおらかな曲線を描くことで空間に広がりをもたらすように計画。直線の二子帰帆河岸の硬さを和らげ、 お互いのデザイン特性を高め合うものでもある。内景観においては芝張り仕上げとし、西から眺望する際には背景の公園植栽と遠望する国分寺崖線の縁が印象的に借景されるようにしており、外景観として公園側から見る際には、低木幅の寄せ植えが季節ごとの変化を見せている。
旧清水邸書院には、明治時代の建築にふさわしい、近代に特徴的な植物を用いている。自然主義でマツとモミジの野木寄せ補え、サツキ、クマザサ、文人趣味でサルスベリ、ザクロ、ハクモクレン、ボタン、シャクヤクなどが植えられている。
その歴史は、明治43年（1910年）頃、中根岸（現在の台東区根岸3丁目あたり）に建ったものを、大正8年（1919年）に区内瀬田の清水家屋敷に移築したもので、平成25年、現在地に再度移築されており、同年の3月29日には世田谷区登録有形文化財（建造物）に登録されている。

## 作庭者
- 監修:進士五十八(東京農業大学名誉教授)、二子玉川公園 日本庭園検討部会
- 作庭、設計施工監理:高崎康隆
- 設計:株式会社 戸田芳樹風景計画
- 施工:石勝,緑進建設共同企業体
- 園名揮毫:小田川大岳(毎日書道展審査会員、一韻会会長)
- 担当:世田谷区生活拠点整備担当部二子玉川施設整備課